# كولومب (أو دو سين)
كولومب (بالفرنسية: Colombes) هي بلدية فرنسية تابعة لإقليم أو-دو-سين في إيل دو فرانس وتقع في شمال فرنسا على الضفة الغربية لنهر السين وتعتبر إحدى ضواحي باريس وبها حوالي 84572 ساكن حسب إحصائيات سنة 2009.

## توأمة
لكولومب (أو دو سين) اتفاقيات توأمة مع:
- فرانكنتال (26 أكتوبر 1958 -)
- سلفيت (7 مارس 2024–)

## أعلام
- زومانا كامارا
- هنري روكيه
- لودوفيتش بلاس
- إلياكيم مانغالا
- علاء الدين يحيى
- روبرت كورتين
- إبراهيم حمداني
- هنريتا ماريا

## روابط
- الموقع الرسمي لعمادة المدينة نسخة محفوظة 16 أكتوبر 2009 على موقع واي باك مشين. (باللغة الفرنسية).